# Episodi di New York New York (sesta stagione)
La sesta stagione della serie televisiva New York New York è andata in onda negli USA dal 29 settembre 1986 al 30 marzo 1987 sulla rete CBS.
| nº | Titolo originale          | Titolo italiano         | Prima TV USA      | Prima TV Italia |
| -- | ------------------------- | ----------------------- | ----------------- | --------------- |
| 1  | Schedule One              | Il primo della lista    | 29 settembre 1986 |                 |
| 2  | Culture Clash             | Il diritto di vivere    | 6 ottobre 1986    |                 |
| 3  | Sorry, Right Number       | 40 gradi all'ombra      | 20 ottobre 1986   |                 |
| 4  | Disenfranchised           | I bambini indifesi      | 27 ottobre 1986   |                 |
| 5  | Role Call                 | Finzione e realtà       | 3 novembre 1986   |                 |
| 6  | The Zealot                | Attaccamento al lavoro  | 10 novembre 1986  |                 |
| 7  | The Marathon              | Maratona                | 24 novembre 1986  |                 |
| 8  | Rites of Passage          | Il vicino di casa       | 1º dicembre 1986  |                 |
| 9  | Revenge                   | Vendetta                | 8 dicembre 1986   |                 |
| 10 | To Thine Own Self Be True | Farsi giustizia         | 15 dicembre 1986  |                 |
| 11 | Cost of Living            | Quanto vale una vita?   | 12 gennaio 1986   |                 |
| 12 | Waste Deep                | 11° Non inquinare       | 19 gennaio 1987   |                 |
| 13 | Favours                   | Nessuno è perfetto      | 26 gennaio 1987   |                 |
| 14 | Ahead of the Game         | In nome del successo    | 2 febbraio 1987   |                 |
| 15 | Easy Does It              | Anonima alcolisti       | 9 febbraio 1987   |                 |
| 16 | To Sir, With Love         | Al tenente, con affetto | 16 febbraio 1987  |                 |
| 17 | Divine Couriers           | I messaggeri del cielo  | 23 febbraio 1987  |                 |
| 18 | Right to Remain Silent    | Delitti senza movente   | 9 marzo 1987      |                 |
| 19 | Special Treatment         | Trattamento particolare | 16 marzo 1987     |                 |
| 20 | Happiness is a Warm Gun   | Un colpo di pistola     | 23 marzo 1987     |                 |
| 21 | Turn, Turn, Turn (1)      | La verità (1)           | 30 marzo 1987     |                 |
| 22 | Turn, Turn, Turn (2)      | La verità (2)           | 30 marzo 1987     |                 |